# Continental Uptight Band
De Continental Uptight Band was een Nederlandse band uit Utrecht.

## Geschiedenis
De band werd geformeerd in 1969, toen de band New Folk Troubadours zijn naam veranderde in Continental Uptight Band. Deze bestond uit Peter Legler (zang), Letty Verhoef (zang), Ritty van Straalen (drums), Remco Wellerdieck (bas, piano, fluit), Maarten Stoopendaal (zang, gitaar), Bud Bergsma (zang, gitaar) en Onno Stoopendaal (zang, gitaar).
De band kende drie Top 40 noteringen: in 1970 met Please Sing A Song For Us (hoogste notering plaats 22 in week 31) en Beautiful Friendship (plaats 36 in week 44); in 1972 met On the Ride (You Do It Once, You Do It Twice) (plaats 29 in week 12). Dit nummer werd geschreven door Lynsey de Paul (gecrediteerd als Rubin). 
De band werd in 1980 heropgericht door oudgedienden Bud Bergsma en Onno Stoopendaal met Gijs Lemmen (gitaar) en Kees van Leeuwen (basgitaar), later in dat jaar weer met Ritty van Straalen op drums.

## Discografie
- Albums: Beautiful Friendship (1970); Roots (1971); What About Us (1971)
- Singles: Please Sing A Song For Us (1970); Beautiful Friendship (1970); Window Seat (1971); Changin' Rearrangin' (1971); On the Ride (You Do It Once, You Do It Twice) (1972); I'm Coming Home (1972)